# Horváth József (jezsuita pap)
Horváth József (Kolozsvár, 1737. március 20. – 1785. április 25.) Jézus-társaságbeli áldozópap és hitszónok. 

## Életútja
1750. október 30-án mint rétor vétetett fel a rendbe. Miután Kassán a bölcseletet és teológiát hallgatta, előbb a humaniórákat tanította, azután Magyarország több helyén hitszónok volt. Végül a rend 1773-ban történt föloszlatásakor Kolozsvárt mint hittérítő működött.

## Munkája
- Emberi okosság, avagy mesterség, melyet az ember magát, és szerencséjét magasra emelheti. Hasznos munka, melyet Britaine W. angol munkájából Gánóczi Antal deák nyelvre fordított és... megbővített. Most pedig... magyarra által-tett és... Dávid Károly költségével kinyomtattatott. Nagy-Szombat, 1760 (Nagy-Szombat, 1764 és 1781)